# Apparecchiatura muraria
Con il termine apparecchiatura muraria si intende la disposizione dei conci di pietra o dei mattoni di laterizio in serie continua di una costruzione secondo uno schema decorativo. La specie di malta e lo spessore della fessura in concomitanza delle dimensioni dei conci o laterizi determinano quindi l'aspetto della muratura. La storia del costruire ha rigenerato molte forme di apparecchiatura muraria. Essa col tempo è diventata un importante mezzo di decorazione strettamente legato alla costruzione muraria. Quindi per certi sensi rispecchia un razionalismo costruttivo paragonabile a quello dell'epoca moderna.

## Storia
Storicamente due fattori hanno portato allo sviluppo dell'apparecchiatura muraria. Da un lato i mattoni risultavano troppo stretti per raggiungere un spessore murario usuale. D'altro canto, considerando lo spessore stretto dei mattoni, un solo filone murario non bastava per soddisfare le esigenze statiche. Quindi è stato necessario sviluppare una muratura 'bendata' secondo certe regole d'incastro per aumentare lo spessore murario. Col tempo questa disposizione è diventata sempre più sofisticata e si sono scoperte le qualità decorative della disposizione dei mattoni.